# Yasuda Hampo
Yasuda Hampo (japanisch 安田 半圃; geboren 1889 in der Präfektur Niigata; gestorben 8. September 1947 in Atami) war ein japanischer Maler der Nihonga-Richtung.

## Leben und Werk
Yasuda Hampo erlernte die Malerei unter Mizuta Chikuho (1883–1958). 1917 und 1918 konnte er Bilder in der Ausstellungsreihe „Bunten“ zeigen. Nach dem Werk, das er auf der 10. „Teiten“ zeigte, wurde die Annahme seiner Bilder empfohlen. Er wurde Mitglied im „Nanga-in“ (南画院) und machte Berg-und-Gewässer-Bilder (山水画, Sansuiga) im Nanga-Stil zu seinem zentralen Thema. Er stellte auch auf der „Shin-Bunten“ aus. 1931 war er auf der „Ausstellung japanische Malerei“ in Berlin zu sehen.
Nach dem Zweiten Weltkrieg stellte Yasuda juryfrei auf der „Nitten“ aus.

## Bilder

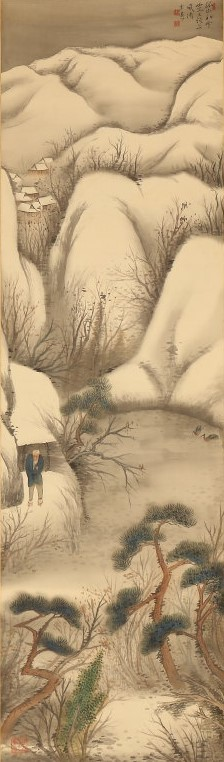
Schneelandschaft
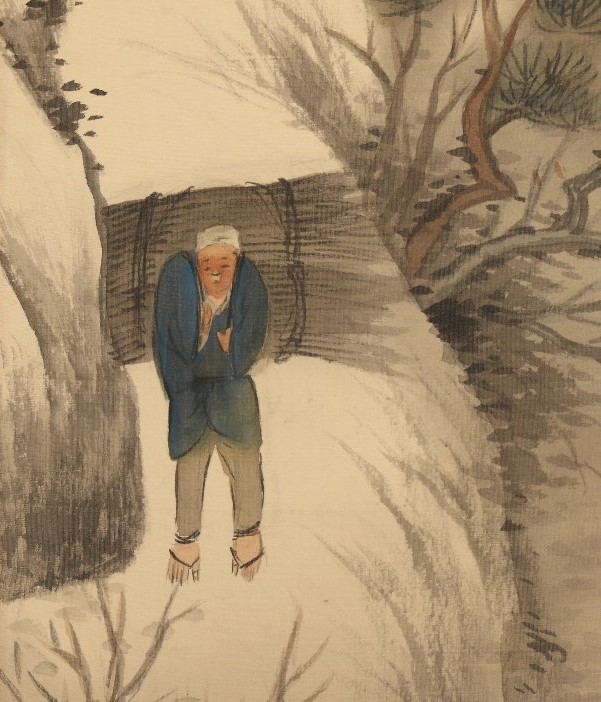
Schneelandschaft, Detail
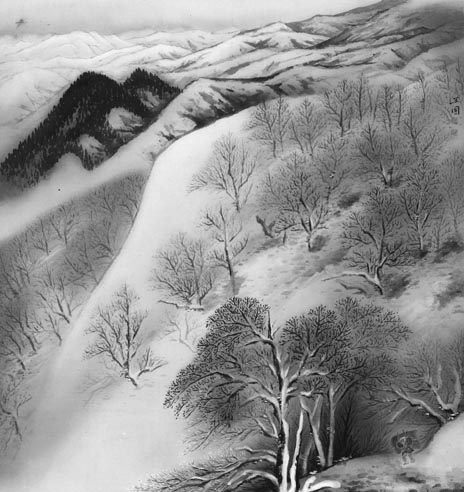
Schneeberge
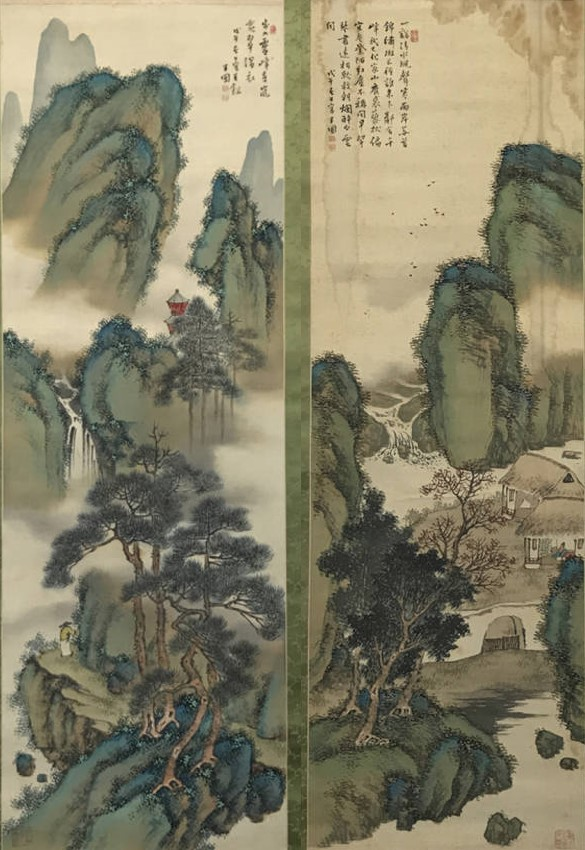
Zwei Berglandschaften
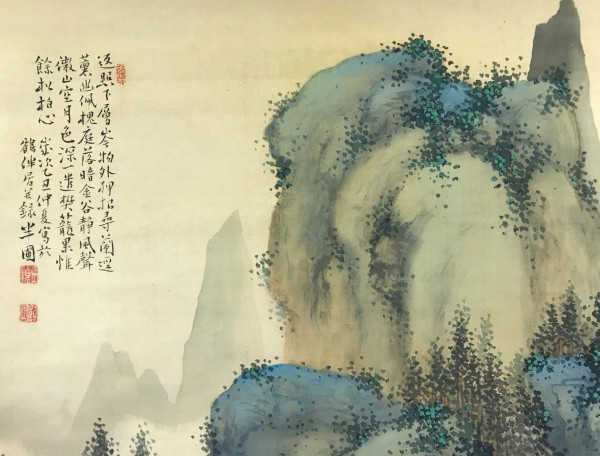
Berglandschaft
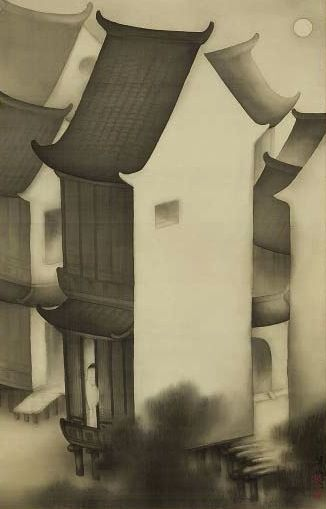
Offene Tür in der Nacht